# Jaap van Meekren
Jacob Herman (Jaap) van Meekren (Amsterdam, 25 november 1923 – aldaar, 26 augustus 1997) was een Nederlands televisiejournalist en -presentator.
Van Meekren werd geboren in een liberaal joods gezin in Amsterdam. Hij werkte kort voor de oorlog bij zijn vader in de confectiefabriek en volgde vier jaar het Vossius Gymnasium te Amsterdam. In september 1941 werden alle Joodse leerlingen door de bezetter van niet-Joodse scholen gestuurd. Toen hij in de zomer van 1942 van de Duitse politie een oproep kreeg voor de 'tewerkstelling' in Duitsland wist hij zich daaraan te onttrekken en een baantje bij de 'Joodsche Raad voor Amsterdam' te bemachtigen. Later wist hij aan een razzia te ontkomen door te vluchten en onder te duiken. De tijd tot de bevrijding bracht hij op dertien verschillende schuiladressen door. Zijn ouders overleefden gevangenschap in het concentratiekamp Theresienstadt.

## Radiocarriere
Van Meekren werd al jong gegrepen door de radio en zijn grote voorbeeld, AVRO-omroeper Guus Weitzel. Van Meekren debuteerde in 1947 als omroeper bij het wekelijkse programma voor de strijdkrachten van Radio Batavia in het toenmalige Nederlands-Indië. Een jaar na die functie (1949) werd hij nieuwslezer bij de Radionieuwsdienst, waar hij tot in 1967 aanbleef. In de jaren vijftig en zestig werkte hij als freelancer en presenteerde onder andere het sportprogramma Langs de Lijn en tot op hoge leeftijd Met het oog op morgen.
Achttien jaar lang werkte Van Meekren voor de AVRO, als eindredacteur en presentator van onder andere Avro's Televizier Magazine en Opsporing Verzocht. Hij had de reputatie van een onkreukbare journalist met een geweldige feitenkennis en een monumentaal stemgeluid. Bij de AVRO had hij een grote invloed op het werk van jonge verslaggevers als Fons van Westerloo, Bernard Hammelburg, Ria Bremer en Ruud Hendriks. Zo kreeg hij ook de bijnaam 'Mister Avro'. Hoewel hij stond op strikte onpartijdigheid, liet hij bij onderwerpen als racisme en fascisme enkele malen zijn persoonlijke mening doorklinken.
Van Meekren had belangstelling voor het koloniale verleden van het Koninkrijk der Nederlanden. Hij maakte veel reportages over Indonesië, Suriname en de Nederlandse Antillen. Van Meekren zou zich achter de schermen voor de onafhankelijkheid van Suriname hebben ingezet. Na de onafhankelijkheid bleef Van Meekren het land en zijn bestuurders nauwlettend volgen. Kritische reportages over onder meer Desi Bouterse zorgden ervoor dat Van Meekren in Suriname tot persona non grata werd verklaard.
Ook de Tweede Wereldoorlog was een van zijn specialisaties. Nieuwe boeken uit de reeks Het Koninkrijk der Nederlanden in de Tweede Wereldoorlog van Loe de Jong werden steevast door Van Meekren in tv-specials verslagen. Van Meekren maakte een spraakmakend interview met Albert Speer, de rijksarchitect en minister voor Bewapening en Munitie van nazi-Duitsland. Zijn interview met de "zwarte weduwe" Florrie Rost van Tonningen bij Veronica's Nieuwslijn had veel weg van een kruisverhoor. Tot zijn wapenfeiten hoort ook het interview met oud-premier Jan de Quay, waarin deze vertelt over zijn rol in de Nederlandsche Unie. Ondanks zijn kritische en harde interviews werd Van Meekren door vriend en vijand gerespecteerd. Hans Wiegel barstte - kort na het verongelukken van zijn eerste vrouw - in 1981 tijdens een aflevering van AVRO's Vragenvuur in tranen uit, toen hem een kritische vraag uit het publiek over weduwen- en wezenpensioenen werd gesteld. Presentator Van Meekren zag het incident als de grootste fout uit zijn carrière. Prins Bernhard reageerde ter gelegenheid van zijn 75e verjaardag bij Van Meekren voor het eerst op de Lockheed-affaire. Van Meekrens politieke voorkeur werd het best bewaarde geheim van Hilversum genoemd. Deze onpartijdigheid en zijn grote vakkennis zorgde ervoor dat hij jarenlang alle grote verkiezingsdebatten mocht voorzitten.
Op 30 april 1980 verzorgde Van Meekren met Koos Postema het commentaar voor de NOS bij de uitzending van de inhuldiging van koningin Beatrix in de Nieuwe Kerk te Amsterdam.
In 1984 verliet Van Meekren de AVRO, omdat hij niet wilde werken onder de toen benoemde directeur Wibo van de Linde. Hij verkoos, inmiddels 61, een baan bij Veronica, waar hij Nieuwslijn presenteerde samen met Ruud Hendriks. Daarna heeft hij op verzoek van Hendriks vanaf 1989 nog een aantal jaren het RTL Nieuws gepresenteerd. Dat programma werd door zijn medewerking onmiddellijk serieus genomen, hoewel er destijds nog op het commerciële RTL werd neergekeken.
In 1991 overleed zijn vrouw, wat een zware slag voor hem betekende. De laatste maanden van zijn leven gebruikte Van Meekren voor het schrijven van een boek genaamd Herinneringen en interviews, dat hij echter niet meer kon afmaken. Het manuscript werd aangevuld door voormalige collega's en door NCRV-journalist René Eijbersen bewerkt en gepubliceerd.
In 1995 werd Jaap van Meekren geïnterviewd door de documentairemaker Willy Lindwer voor de documentaire Het fatale dilemma over de Joodsche Raad voor Amsterdam in de jaren 1941–1943, die door de TROS op televisie werd uitgezonden. De complete tekst van dit gesprek werd opgenomen in het gelijknamige boek van Lindwer. In 1996 vertelde Jaap van Meekren zijn levensverhaal aan het USC Shoah Foundation Institute, opgericht in 1994 door Steven Spielberg. Dit verhaal is opgenomen in de Collectie 2000 Getuigen Vertellen van het Joods Historisch Museum.
Kleindochter Judith Horenblas werd geïnterviewd over de invloed van haar grootvader Jaap op haar eigen leven in het boek met DVD Een Verhaal uit Duizenden - kleinkinderen over de erfenis van de Shoah
.
Jaap van Meekren was officier in de Orde van Oranje Nassau. Hij overleed op 73-jarige leeftijd en is begraven op de Joodse Begraafplaats Googweg in Muiderberg.
- Digitale Bibliotheek voor de Nederlandse Letteren: meek006
- International Standard Name Identifier: 0000 0003 9283 0548
- Nederlandse Thesaurus van Auteursnamen: 067947859
- Virtual International Authority File: 286945069
- WorldCat: E39PBJbGWcXGTf6kBB3qT8pkjC